# Almácigo Alto
Almácigo Alto es un barrio ubicado en el municipio de Yauco en el Estado Libre Asociado de Puerto Rico. En el Censo de 2010 tenía una población de 1659 habitantes y una densidad poblacional de 530,25 personas por km².

## Geografía
Almácigo Alto se encuentra ubicado en las coordenadas 18°3′50″N 66°52′40″O / 18.06389, -66.87778. Según la Oficina del Censo de los Estados Unidos, Almácigo Alto tiene una superficie total de 3.13 km², de la cual 3.12 km² corresponden a tierra firme y (0.25%) 0.01 km² es agua.

## Demografía
Según el censo de 2010, había 1659 personas residiendo en Almácigo Alto. La densidad de población era de 530,25 hab./km². De los 1659 habitantes, Almácigo Alto estaba compuesto por el 85.71% blancos, el 6.33% eran afroamericanos, el 0.66% eran amerindios, el 0.06% eran asiáticos, el 5.73% eran de otras razas y el 1.51% pertenecían a dos o más razas. Del total de la población el 99.46% eran hispanos o latinos de cualquier raza.